# B-Case

Logo von B-Case

B-Case (* 13. November 1991 in Bielefeld; bürgerlich Matthias Zürkler) ist ein deutscher Musikproduzent und DJ, der durch Hip-Hop-Produktionen für die Rapper Farid Bang, Kollegah und Fard bekannt wurde. In der Deutschrap-Szene ist er bis heute als Produzent aktiv. Seit 2013 ist er außerdem im Bereich der Pop- und Dance-Musik und seit 2017 auch im Bereich des Schlagers als Songwriter, Komponist und Produzent aktiv. Mit der für Aneta Sablik produzierten Single The One erstmals Nummer-eins-Platzierungen. Des Weiteren begann er 2012 als Solo-Künstler aktiv zu werden und feierte mit dem Song House Party mit DJ Antoine und U-Jean seinen Durchbruch. Seit Ende 2017 ist er zusätzlich im Bereich des Latin-Pops aktiv und landete mit seiner spanischsprachigen Debüt-Single Déjate llevar, unter anderem zusammen mit Juan Magán einen Top-10-Hit in Spanien. Beim Songwriting und Produzieren arbeitet er eng mit den deutschen Musikern Nico Santos, Chris und Daniel Cronauer sowie dem Duo Djorkaeff & Beatzarre zusammen.

## Biografie

### 2009–2011: Anfänge als Produzent

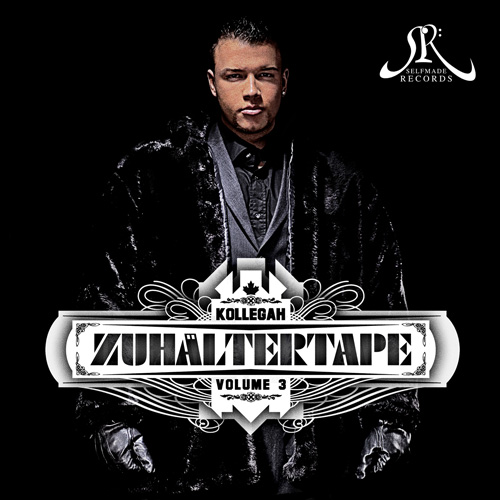
Für Kollegahs Mixtape Zuhältertape Volume 3 produzierte B-Case fünf Tracks

B-Case Interesse zum Hip-Hop entstand während eines Urlaubs in den Vereinigten Staaten, der ihm auch zu dem Pseudonym „B-Case“ brachte. Mit 13 Jahren begann er zu Rappen und eigene Beats zu bauen, wobei er sich später nur auf das Produzieren und Schreiben konzentrierte. Daraufhin wurde die Augsburger Hip-Hop-Gruppe DrauferAlsDrauf auf ihn aufmerksam und arbeitete mit ihm zusammen. 2009 trat er zum ersten Mal als eigenständiger Produzent des Songs G’s sterben jung auf dem Album Selfmade Chronik II in Erscheinung. Dies führte dazu, dass B-Case noch Ende 2009 für Kollegahs Album Zuhältertape Volume 3 fünf Songs produzierte. In den darauffolgenden Jahren arbeitete er mit verschiedenen Rappern, darunter Fard, Farid Bang, Kollegah, RAF Camora, Summer Cem, zusammen und erlangte große Aufmerksamkeit in der Hip-Hop-Szene. Parallel absolvierte er eine Ausbildung zum Medienkaufmann für audiovisuelle Medien.

### 2013 bis 2014: Durchbruch als Solokünstler
In einem Interview erzählte B-Case, dass er sich als Ziel setzte vor allem Genreübergreifend produzieren zu wollen. Erste Remixe produzierte er im Bereich der House- und Dance-Musik, unter anderem zu dem Song Love You von Timati, Busta Rhymes und Mariya sowie für Mia Martinas Latin Moon. Gemeinsam mit seinem Manager sendete er eine Auswahl an Demoaufnahmen an den Schweizer DJ und Produzenten DJ Antoine, der anschließend zusammen mit ihm vier dieser Songs für sein Studioalbum Sky Is the Limit fertigstellte. Mit dabei war das Lied House Party, das später als Single ausgekoppelt wurde. Den Gesang steuerte der US-amerikanische Sänger U-Jean bei. Das Lied entwickelte sich zu einem kommerziellen Erfolg in mehreren europäischen Ländern. Auch der Album-Track Perfect Day, der gemeinsam mit der aus Barbados stammenden Sängerin Shontelle aufgenommen wurde, sorgte für Aufmerksamkeit.
2013 lernte er den deutschen Sänger und Songwriter Nico Santos kennen, mit dem er das Lied Feel It aufnahm. Bei diesem wirkten darüber hinaus der Schweizer Produzent Jack Holiday sowie Rapper Tony T. mit. Im Dezember 2013 veröffentlichte er den Club-Track Show Me You Duckface Bitch.
Am 14. April 2014 veröffentlichte er in Zusammenarbeit mit Nico Santos die Single Lucky L, die zusammen mit dem Western-Stil des Liedes, an die Comic-Figur Lucky Luke angelehnt ist. Auch das Musikvideo, für das er Reitunterricht nahm, spielt im wilden Westen. Der Song schaffte es in mehrere Dance-Charts.
Im Mai 2014 folgte das Lied Supernova, das er für den dänischen X-Faktor-Teilnehmer Babou produzierte und das als Titeltrack der zehnte Staffel der dänischen Reality-Serie Paradise Hotel diente. Dieses wurde in einer englischsprachigen sowie auch in einer dänischsprachigen Fassung aufgenommen. Der Song konnte bis auf Platz 8 der dänischen Charts vorrücken und erreichte Platin-Status. Gemeinsam mit dem Produzenten-Duo Beatzarre & Djorkaeff produzierte er den Gewinnersong der DSDS-Teilnehmerin Aneta Sablik. Dieser trug den Titel The One und stieg auf Platz 1 der offiziellen Single-Charts in Deutschland, Österreich und Schweiz ein.
Im Herbst 2014 veröffentlichte B-Case in Kollaboration mit dem deutschen DJ und Produzenten Starjack und ungekennzeichneten Vocals von Nico Santos das Lied Friends sowie die Single Big Spender mit dem Schweizer Sänger und Songwriter Maury. Des Weiteren erschien das Lied Symphony, bei dem er als Gastmusiker für Nico Santos mitwirkte. Der Track erschien bereits im Frühjahr 2014 als Demoversion im Internet, um bei einer Abstimmung um eine Auswahl für den Soundtrack der deutschen Filmkomödie Vaterfreuden teilzunehmen. Nachdem das Lied den Sieg verpasst hatte, wurde der Song neu aufgenommen und kam am 17. Oktober 2014 über B-Case eigenes Plattenlabel 13th Sound veröffentlicht. Mit mehr als 500 Radio-Plays pro Woche schaffte es der Track in die deutschen Airplay Charts.

### 2015 bis 2016: Hip-Hop-Produktionen
Am 24. April 2015 veröffentlichte B-Case die Single Upside Down. Der Track basiert nach seinem Future-House-lastigen Remix zu Mr. Da-Nos und Nico Santos’ Holding On ebenfalls auf diesem Genre. Upside Down stieg auf Platz 22 der offiziellen deutschen Dance-Charts ein. Im selben Jahr war er als Co-Produziert des Liedes Home des deutschen Produzenten Topic zusammen mit Nico Santos aktiv. Dieses entwickelte sich in Westeuropa aber auch in Australien zu einem kommerziellen Erfolg. Des Weiteren steuerte er mehrere Tracks zu den Studioalben Zurück in die Zukunst vom deutschen Duo SDP, Gewachsen auf Betong von George Boateng alias BTNG und Asphalt Massaka 3 von Farid Bang bei.
Am 10. September 2015 kam die Filmkomödie Fack ju Göhte 2 in die deutschen Kinos, für die er am Soundtrack, der in erster Linie von Beckmann, Djorkaeff & Beatzarre und Nico Santos produziert wurde, beteiligt war. B-Case steuerte den Sicherheitskontrolle Beat bei.
2016 produzierte er sechs von 16 Tracks des Studioalbums Engel mit der AK vom deutschen Rapper Seyed, welches auf Platz eins der deutschen Album-Charts einstieg. Auch dem enthaltenen Song MP5 gelang der Einstieg in die deutschen Single-Charts. Als Gastmusiker agierte Rapper Kollegah, für den er im selben Jahr die Lieder Apokalypse und Russlandconnection produzierte. Auch arbeitete er mit Rapper Ali Bumaye zusammen, woraus fünf Lieder für dessen Album Rumble in the Jungle resultierten. Einer von diesen war das Lied Sex ohne Grund, das sich zu einem Erfolg entwickelte. Einen Gastpart steuerte der Rapper Shindy bei, für den er im selben Jahr das Lied Statements produzierte.

### 2017 bis 2018: Aktivität im Latin-Pop
Nachdem er im Oktober 2017 als Songwriter und Komponist für Helene Fischers Lied Achterbahn einen kommerziellen Erfolg landete, arbeitete er im Herbst 2017 mit dem spanischen Musiker Juan Magán zusammen. Aus dieser Zusammenarbeit ging das spanischsprachige Lied Déjate llevar hervor, bei dem auch Sängerin Belinda und Sänger Manuel Turizo mitwirkten. Dieses entwickelte sich zu einem kommerziellen Erfolg in Spanien und erreichte Doppelt-Platinstatus. Nico Santos unterstützte dabei beim Songwriting. Parallel agierte er wiederholt als Songwriter und Komponist für die deutschen DJ-Projekte Stereoact und Gestört aber geil. Hierbei gehört Sänger und Songwriter Chris Cronauer sowie wiederkehrend dessen Bruder Daniel Cronauer zu festem Bestandteil seines Teams, mit denen er außerdem das Lied Everything Changes für Ummet Ozcan schrieb und produzierte. Chris Cronauer tritt dabei als Chris Crone auch als Sänger in Erscheinung.
Wie auch beim Vorgänger, wirkte B-Case am Soundtrack der Filmkomödie Fack ju Göhte 3 mit, der am 22. Oktober 2017 Premiere feierte. B-Case produzierte neben dem Titelsong Fack Ju Göhte (2k17 Remix) drei weitere Tracks.
2018 folgten vier weitere Produktionen für Juan Magán, bei denen er zwei Mal als Featuring-Artist angegeben ist. Allen vier gelang der Sprung in die spanischen Single-Charts. Vom Latin-Pop-Stil ließ er sich auch bei seiner Solo-Single One Puff beeinflussen. Unterstützt wurde er dabei vom Sänger Iyaz und dem Hip-Hop-Duo Jowell y Randy. Nur wenige Wochen später folgte die Single One Way Ticket, die er gemeinsam mit dem norwegischen DJ und Produzenten SJUR und der US-amerikanischen Sängerin Elle Duke aufnahm. Des Weiteren produzierte er acht der 18 enthaltenen Lieder auf Fards siebten Studioalbum Alter Ego 2 sowie dessen Charterfolg Du bist anders, die gemeinsam mit Ardian Bujupi aufgenommen wurde. Für Kollegah und Farid Bang produzierte er den Song Drecksjob.

### 2019 bis 2020: Fokus auf deutscher Musik
Wie auch auf den zuvor gegangenen Studioalben Zurück in die Zukunst und Die bunte Seite der Macht, beteiligte sich B-Case 2019 auch an Die Unendlichste Geschichte, dem dritten Album der deutschen Band SDP. Dabei steuerte er die Produktion des Liedes Viva La Dealer, das in Zusammenarbeit mit dem Rapper Capital Bra entstand, bei. Für dessen und Samras Studioalbum Berlin lebt 2 schrieb und produzierte er die Lieder Kalt Bruder und Purple Rain. Letzteres wurde von Nico Santos gesungen.
Am 24. Januar 2020 veröffentlichte Vanessa Mai ihr sechstes Studioalbum Für immer, bei dem er bei neun von 18 Liedern, als Songwriter, Komponist und Produzent beteiligt war. Darüber hinaus steuerte er bei einer Vielzahl von Liedern das Schlagzeug und den Bass bei. Eng arbeitete er bei der Produktion mit den Cronauer-Brüdern zusammen. Für immer konnte in den deutschsprachigen Ländern Europas die Top-10 der Album-Charts erreichen. Parallel arbeitete B-Case mit Chris Cronauer an dessen ersten Solo-Singles sowie der B-Case-Single Hungry Heart, die im April 2020 veröffentlicht wurde.
Erstmals arbeitete er 2020 mit den deutschen Rappern Azet und Albi zusammen, für deren Album Fast Life 2 er das Lied Leben zu schnell produzierte. Mit der Single 6 Uhr, die er für den deutschen Rapper Samra produzierte, gelang ihm eine weitere Top-10-Platzierung in den deutschen und österreichischen Single-Charts. Auch arbeitete er 2020 erneut mit Capital Bra zusammen. So produzierte er für dessen Album CB7 die Lieder Virus mit SDP, Makarov Komplex II, Ich weiß nicht mal wie sie heißt mit Bozza und Komm Komm. Vor allem letztere beide entwickelten sich zu großen Erfolgen mit Top-3-Platzierungen in Deutschland, Österreich und der Schweiz. Am 4. Dezember 2020 erschien über Warner Music die Single Do It Like Me, die in Zusammenarbeit mit dem niederländischen DJ und Produzenten Chico Rose entstand. Die Vocals steuerten Chris Cronauer und Lorena Wolf bei.

### 2021:Mai Tai,Rausch&X

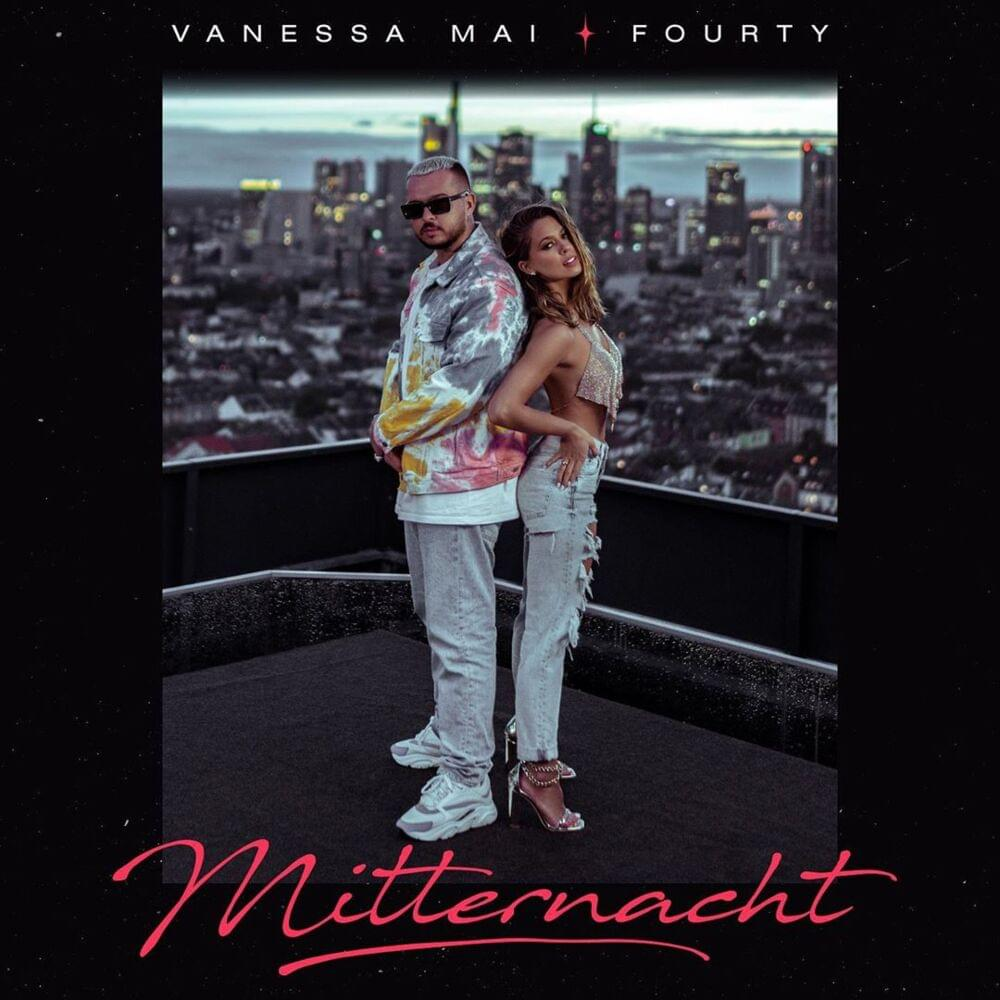
2021 produzierte B-Case Vanessa Mais und Fourtys Single Mitternacht

Am 26. März 2021 erschien Vanessa Mais siebtes Studioalbum Mai Tai, bei dem B-Case an 10 von 14 Liedern als Songwriter, Komponist und Produzent sowie teils am Akkordeon, Bass, Keyboard, Schlagzeug und Synthesizer mitwirkte (u. a. Sommerwind und Leichter). Zu seinem Team gehörte wie auch beim Vorgängeralbum die Cronauer-Brüder. Stilistisch bewegten sich Mai und das Produzenten-Team mit Mai Tai weg vom Schlager in Richtung Pop- und Rap-Musik. In Deutschland und Österreich erreichte das Studioalbum die Top-10 der Album-Charts sowie Platz 12 in der Schweiz.
Am 23. Juli 2021 veröffentlichte B-Case gemeinsam mit Robin Schulz die Single Can’t Buy Love, dessen Vocals der US-amerikanische Rapper Baby E beisteuerte. Bereits im Vorjahr arbeitete B-Case mit Schulz für das im Januar 2021 veröffentlichte Album IIII zusammen. So war er am Songwriting des Liedes Kill the Fire beteiligt.
Für Helene Fischers im Oktober 2021 veröffentlichte Studioalbum Rausch schrieb, komponierte und produzierte B-Case gemeinsam mit den Cronauer-Brüdern sowie Djorkaeff & Beatzarre die Lieder Vamos a marte, Wunden, Rausch, Zeit und Nichts auf der Welt. Das Album erreichte Platz eins der deutschen, österreichischen und Schweizer sowie die Top-10 der niederländischen und belgischen Album-Charts. Das Lied Vamos a Marte wurde vorab als Single ausgekoppelt und entstand als Kollaboration zwischen Fischer und dem spanischen Sänger Luis Fonsi. Beim bilinguale Text in deutscher und spanischer Sprache wurde er unter anderem von Nico Santos unterstützt.
Am 26. November 2021 erschien das zehnte Studioalbum des deutschen Rappers Farid Bang, für das er die Lieder Bitte Spitte X, Berghainclub, Get Rich Die Tryin’, Kampfsport und Medical Detectives produzierte.

### 2022:Melatonin
Am 18. Februar 2022 veröffentlichten Vanessa Mai und der Rapper ART die von unter anderem B-Case geschriebene, komponierte und produzierte Single Melatonin, die sich musikalisch weiter in den Bereichen Pop und Deutschrap orientiert. Am 12. August 2022 erschien Mais achtes Studioalbum Metamorphose, bei dem B-Case neun Produktionen und sieben Autorenbeteiligungen beitrug.

## Diskografie
Singles

| Jahr | Titel Album     | Höchstplatzierung, Gesamtwochen, AuszeichnungChartplatzierungen (Jahr, Titel, Album, Platzierungen, Wochen, Auszeichnungen, Anmerkungen) | Höchstplatzierung, Gesamtwochen, AuszeichnungChartplatzierungen (Jahr, Titel, Album, Platzierungen, Wochen, Auszeichnungen, Anmerkungen) | Höchstplatzierung, Gesamtwochen, AuszeichnungChartplatzierungen (Jahr, Titel, Album, Platzierungen, Wochen, Auszeichnungen, Anmerkungen) | Höchstplatzierung, Gesamtwochen, AuszeichnungChartplatzierungen (Jahr, Titel, Album, Platzierungen, Wochen, Auszeichnungen, Anmerkungen) | Anmerkungen |
| Jahr | Titel Album     | DE | AT | CH | ES | Anmerkungen |
| ---- | --------------- | --- | --- | --- | --- | --- |
| 2017 | Déjate llevar – | — | — | — | ES8 ×2Doppelplatin · (25 Wo.)ES | Erstveröffentlichung: 28. November 2017 mit Juan Magan, Belinda, Manuel Turizo, Snova & B-Case Verkäufe: + 80.000 |
| 2018 | Le encanta –    | — | — | — | ES29 (30 Wo.)ES | Erstveröffentlichung: 23. Februar 2018 mit Juan Magan                                                             |
| 2018 | Escondidos –    | — | — | — | ES87 (1 Wo.)ES | Erstveröffentlichung: 13. Juli 2018 mit Juan Magan                                                                |
| 2022 | Baller –        | DE43 (1 Wo.)DE | — | CH81 (1 Wo.)CH | — | Erstveröffentlichung: 16. September 2022 mit Farid Bang                                                           |